# Gaung Asam
Gaung Asam is een bestuurslaag in het regentschap Muara Enim van de provincie Zuid-Sumatra, Indonesië. Gaung Asam telt 2432 inwoners (volkstelling 2010).